# کالیماخوس
کالیماخوس (به یونانی Καλλίμαχος، تلفظ: Kallimachos؛ ۲۴۰–۳۱۰ یا ۳۰۵ پیش از میلاد) یک شاعر، کتابدار و دانشمند اهل مستعمره یونانیِ شحات در لیبی است. او شاعر، منتقد و پژوهشگری برجسته در کتابخانه اسکندریه بود که از پشتوانه مصری–یونانی فراعنه، بطلمیوس دوم سلوکی و بطلمیوس سوم برخوردار بود.
کالیماخوس به عنوان یکی از اولین منتقدان شاعر، نماینده مشهور مکتب شعر اسکندریه و فضیلت عصر هلنیستی به‌شمار می‌رود.

## زندگی
دربارهٔ زندگی و دوران کودکی کالیماخوس چیز زیادی در دست نیست. او در لیبی با ریشه یونانی حدود ۳۱۰ یا ۳۰۵ پیش از میلاد متولد شد و در قیروان رشد کرد. او عضوی از یک خانواده برجسته بود، پدر و مادرش از نسل اولین پادشاه یونانی قیروان باتوس اول بودند و از این طریق ادعا می‌شود که او از نوادگان سلسله پادشاهان یونانی لیبی موسوم باتیدها است که هشت نسل حکومت کردند و اولین خانواده سلطنتی یونانی به‌شمار می‌روند که در آفریقا حاکم بودند. برای او نام پدر بزرگش را برگزیدند که شهروندی سرشناس و فرماندهی نظامی بود.
در سال‌های بعد، او در آتن تحصیل کرد و زمانی که به شمال آفریقا بازگشت، به اسکندریه منتقل شد.

## کتاب‌پژوهی

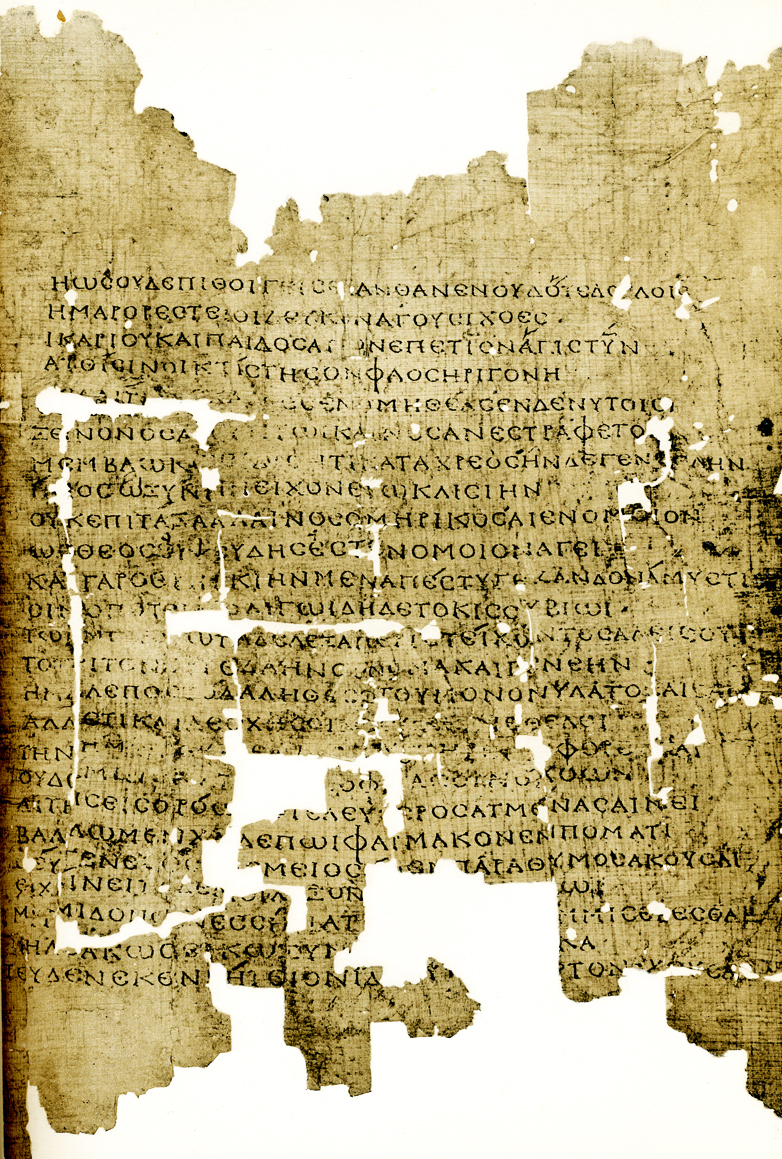
یک پاپیروس از ایتیا اثر کالیماخوس، سده نخست میلادی

اگر چه او هرگز به سمت کتابدار ارشد دست نیافت اما مسئول تولید یک بررسی کتابشناختی بر اساس محتویات کتابخانه‌ای بود. کالیماخوس طرحهای کتاب شناختی مبتکرانه زنودوتوس را که در سایه نقدها و تفسیرهای بسیار، ارتقای کیفیت یافته بودند تکمیل کرد. مجموعه کتابشناسی او در ۱۲۰ جلد یا ۱۲۰ هزار طومار به نام پیناکس یا جداول پایه و اساس کارهای بعدی در تاریخ ادبیات یونانی بود. پیناکس، فهرست حجیمی بود که بر اساس آثار یونان قدیم تهیه شده بود؛ فهرست تمام‌نمایی که همه آثار کهن قرن پنجم ق.م. را در بر می‌گرفت. اطلاعات مندرج در پیناکس فراتر از یک فهرست کتابخانه‌ای بود و برای هر نویسنده، زندگینامه‌ای کوتاه همراه با فهرستی از آثار، حتی آثار از میان رفته او، و نیز شبهاتی که در مورد سندیت و اعتبار کتاب وجود داشت، جمع‌آوری شده بود. این فهرست ظاهراً بر اساس مقوله‌های وسیعی مانند اشعار حماسی، فن بیان، و تاریخ تنظیم شده بود. پیناکس نه تنها یک فهرست کتابخانه، که سیاهه‌ای انتقادی از ادبیات یونان و نخستین تاریخ علمی ادبیات بود که همه پیشینه‌های ادبی یونان را، به صورتی که در آن دوران وجود داشت، در بر می‌گرفت.
با وجود آنکه فهرست‌نویسی در شرق پیشینه داشت، کالیماخوس برای کار عظیم خود از هیچ الگویی استفاده نکرد، زیرا اهداف کتابشناختی او در واقع رنگ غربی داشت. او می‌خواست اندیشه‌های مستقر در ادبیات یونان را در اختیار دانش‌پژوهان قرار دهد. از سوی دیگر، شرق که از کتاب تلقی یک کالا را داشت، نظام‌های پیچیده‌ای برای فهرست‌نویسی ابداع کرده بود که هدف آن حفظ نشانه کتاب‌ها برای دستیابی بود، و به‌جای تمرکز بر دانش‌پژوهی، بر نکات توصیفی و فهرست‌های موازی تأکید داشت که تنها نیازهای عملی آرشیوها، کتابخانه‌ها و مدارس واقع در معابد را برآورده می‌کرد. پیناکس برای کتابشناسان غربی مسئله مهم کتاب‌پژوهی را در مقابل کتابشناسی مطرح می‌کند. هومر و کالیماخوس را می‌توان به‌ترتیب، نمایندگان سنت و تجدد در یونان باستان دانست.

## شاعری
فرهنگ سنتی که از عصر هومر تا ارسطو بر یونان مسلط بود، ریشه در پیشینه شفاهی یونان داشت و قبل از ظهور خط پدید آمده بود و تا آنجا که در توان داشت در مقابل پیشروی سواد و نوشتن ایستادگی می‌کرد، اما کالیماخوس کمتر از ۲۰ سال پس از ارسطو، در آستانه یک عصر نوین قامت برافراشت، عصری که کتاب، آفریننده فرهنگ آن بود. بدین‌سان، فرهنگ شفاهی و فرهنگ نوشتاری یونان در دو سبک متفاوت شعری یعنی اشعار هومر و کالیماخوس تجلی یافت.
هومر اشعار خود را فی‌البداهه و در مقابل شنوندگان می‌سرود. شعر وی شنیداری بود، در وزن‌های از پیش تعیین شده و بدون جستجوی واژه مناسب یا تنظیم واژه‌ها در قوافی منظم؛ حال آنکه کالیماخوس شعرهای خود را با تأمل و انتخاب دقیق واژه‌ها و ترکیب درست آنها در قالب چند بیت، می‌سرود. او در پی کمال در فن شعر بود و شعر را گوهری ظریف می‌دید که باید با وسواس تمام تراش داده شود تا جلا بگیرد و تحسین متخصصان را برانگیزد. مخاطبان شعر او جمع محدود دانش‌آموختگان و هنرشناسان خاص در اسکندریه بودند. وی قبل از پرداختن به هر مضمون دربارهٔ آن به تفحص می‌پرداخت.